# Szirom (keresztnév)
A Szirom magyar újabb keletű névadás a szirom szóból, de lehet a Szironka név származéka is.

## Rokon nevek
- Szironka:[1] a régi magyar Sziron névből származik, aminek az eredete és jelentése bizonytalan, de lehet, hogy az ótörök szirony szóval függ össze, amiből a szirom szó is származik. Jelentése díszítésre használt bőrszalag.[2]

## Gyakorisága
Az 1990-es években a Szirom és a Szironka szórványos név, a 2000-es években nem szerepelnek a 100 leggyakoribb női név között.

## Névnapok
Szirom, Szironka
- június 28.
- augusztus 16.